# Саола
Саола (Pseudoryx nghetinhensis), наричана още вукуангско говедо, е вид бозайник от семейство Кухороги (Bovidae), единствен представител на род Pseudoryx.
Среща се в изолирани области в горите на Анамските планини, на територията на Виетнам и Лаос. Видът се смята за критично застрашен и е слабо проучен, като за пръв път е регистриран през 1992 година. Достига височина при рамото около 85 сантиметра и дължина на тялото с главата 150 сантиметра.